# 諾里奇城堡

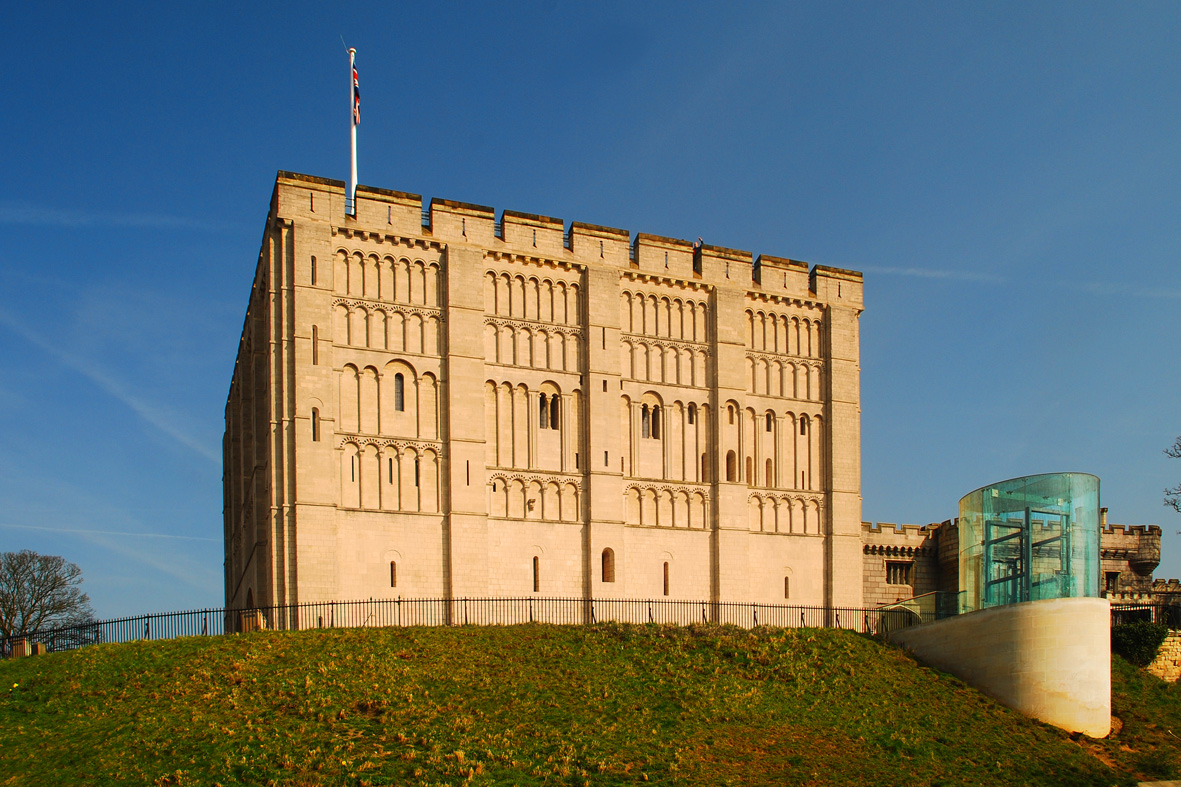
諾里奇城

諾里奇城（Norwich Castle）是英國的一座中世紀皇家城堡，位於諾里奇。諾里奇城由威廉一世建設，這也是他在東安格利亞修建的唯一的一座城堡。諾里奇城現在是一座博物館。

## 外部連結
- Official site（页面存档备份，存于）
- Bibliography of sources relating to Norwich Castle（页面存档备份，存于）
- BBC site（页面存档备份，存于）